# Konstanty Tchorznicki (sędzia)
Konstanty Mniszek-Tchorznicki herbu Jelita (ur. 15 sierpnia 1889 w Kołomyi, zm. 20 grudnia 1953) – polski sędzia i urzędnik konsularny.

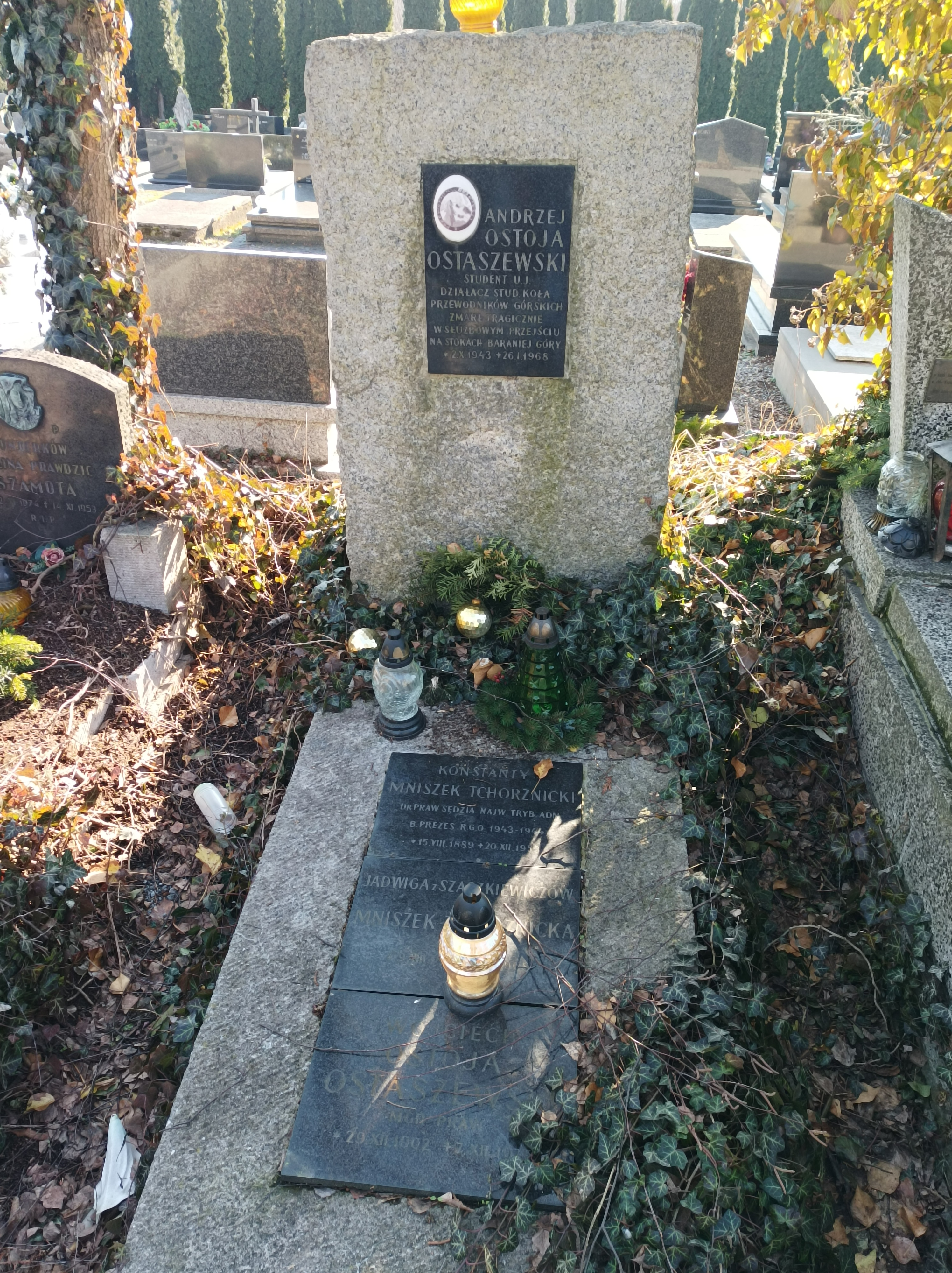
Grób Konstantego Tchorznickiego

## Życiorys
Urodził się 15 sierpnia 1889 w Kołomyi. Jego przodkowie przybyli do Sanoka z okolic Drohiczyna pod koniec XVIII wieku. Jego prapradziadkiem był Walenty Mniszek-Tchorznicki nabył od Andrzeja i Franciszki Burnatowiczów grunt pod północnym stokiem Góry Parkowej i wzniósł tam dom, który ostatecznie przetrwał do lat 80. XX wieku, a dziadkiem Konstanty Tchorznicki (1825–1895) sprawował wysokie stanowiska, będąc dyrektorem Filii Banku Hipotecznego w Krakowie, członkiem Rady Zawiadowczej Kolei Żelaznej Lwowsko-Czerniowiecko-Jasskiej, dyrektorem Towarzystwa Kredytowego-Ziemskiego we Lwowie. Jego rodzicami byli Aleksander Mniszek-Tchorznicki (1851–1916), ziemianin, właściciel Pisarowiec, doktor obojga praw, c. k. urzędnik, sędzia oraz Maria z domu Wecbecker (1851–1915), córka generała. Jego rodzeństwem byli (dwoje z nich zmarło w małoletnim wieku): Henryk (1880–1946, żonaty z Godzimirą, córką Marceli i Godzimira Małachowskich), Emilia (1881–1895), Stanisław (ur. 1882), Stefan (1885–1894).
Od około 1911 był praktykantem konceptowym w C. K. Namiestnictwie we Lwowie, a od około 1912 w tym samym charakterze był przydzielony do urzędu starostwa c. k. powiatu krakowskiego, gdzie od około 1913 był koncepistą Namiestnictwa przy. Podczas I wojny światowej w pierwszej połowie 1917 pozostawał nadal w tym charakterze. U kresu wojny według stanu z 1918 w charakterze komisarza powiatowego był przydzielony do służby w C. K. Ministerstwie Spraw Węwnętrznych.
Ukończył studia prawnicze uzyskując stopień doktora praw. Po odzyskaniu przez Polskę niepodległości w okresie II Rzeczypospolitej był konsulem RP w Królewcu (1920), sędzią Sądu Najwyższego i Najwyższego Trybunału Administracyjnego. Jego żoną była Jadwiga z domu Szaszkiewicz (1898–1968), a ich córkami Aleksandra (1902–1975, po mężu Ostaszewska) i Maria (1920–1968, po mężu Krawczyk-Piasecka). Po wybuchu II wojny światowej został wypędzony wraz z rodziną z poznańskiego, po czym trafił z nimi do rodzinnego majątku w Pisarowcach, gdzie znaleźli schronienie także inni Tchorzniccy podczas okupacji niemieckiej. Później wyjechał do Krakowa, gdzie zastępując Adama Ronikiera od października 1943 do 1944 był prezesem Rady Głównej Opiekuńczej.
Zmarł 20 grudnia 1953. Został pochowany na Cmentarzu Salwatorskim w Krakowie (sektor SC14-1-32).

## Ordery i odznaczenia
- Złoty Krzyż Zasługi (11 listopada 1936)[12]
- Krzyż Wojenny za Zasługi Cywilne III klasy (Austro-Węgry, 16 kwietnia 1917)[6]